# Вини Вонг Нг
Вини Вонг Нг (кин: 黃桂華) је кинеско-амерички физички хемичар. Она је хемичар-истраживач у одељењу за керамику при Националном институту за стандарде и технологију. Њено истраживање укључује енергетске примене, кристалографију, термоелектричне стандарде, метрологију и податке, сорбентне материјале за одрживост и комбиновани приступ велике пропусности за откривање нових материјала и оптимизацију својстава за примене претварање енергије. Она је сарадник међународног центра за податке о дифракцији, америчког керамичког друштва, америчког кристалографског удружења и америчке асоцијације за унапређење науке. Вонг Нг је два пута одликована бронзаном медаљом Министарства трговине.

## Образовање
Вонг Нг је дипломирала хемију и физику на кинеском универзитету у Хонгконгу 1969. године. Докторирала је неорганску и физичку хемију на државном универзитету Луизијане 1974.

## Каријера и истраживање
Вонг Нг била је научни сарадник и предавач на одељењу за хемију на Универзитету у Торонту. Од 1981. до 1985. била је научник у Међународном центру за податке о дифракцији. Вонг Нг била је научни истраживач на одељењу за хемију на Универзитету Мериленда и научни сарадник у одељењу за керамику у Националном институту за стандарде и технологију од 1985. до 1988, од кад ради као истраживачки хемичар на одељењу. Била је председник удружења Националног института за стандарде и технологију азијских пацифичких Американаца од 2000. до 2003.
Њено истраживачко интересовање укључује материјале за енергетске примене, термоелектричне стандарде, метрологију и податке, сорбентне материјале за одрживост и комбинаторни приступ велике пропусности за откривање нових материјала и оптимизацију својстава за примене претворне енергије. Такође, истражује кристалографију, фазне равнотеже и кристалну хемију енергетских материјала како би разумела њихову структуру и својствене односе. Структурне студије укључују синхротронске технике рентгенског зрачења и дифракције неутрона.

## Награде
Вонг Нг је 2000. године постала сарадник међународног центра за податке о дифракцији. Добитница је награде америчког керамичког друштва 2002. Године 2002. и 2008. освојила је бронзану медаљу Министарства трговине. Године 2014, Вонг Нг је постала члан америчког кристалографског удружења. Године 2012. постала је почасни члан из међународног центра за податке о дифракцији и члан америчке асоцијације за унапређење науке. Постала је академик светске академије за керамику 2018.